# Sinfonia appassionata (Ciglič)
Sinfonia appassionata Zvonimirja Cigliča je simfonično delo, nastalo leta 1948 kot diplomsko delo ob koncu študija na Akademiji za glasbo v Ljubljani: Avtor je zanjo prejel nagrado prezidija Republike Slovenije. Ciglič je o simfoniji povedal:
»Mojo prvo simfonijo sem dokončal 1948, vendar sem jo snoval dalj časa, to sega še v čas med vojno in je odraz mojega mladostnega idealizma sredi krute in krvave resničnosti tistega časa. To ni nobena faktografija nekega obdobja, ampak je splet mojega čustvenega in čutnega zaznavanja in doživljanja v odnosu do življenja kot takega. V tej simfoniji je verjetno najmočneje pričujoč moj umetniški credo, tako da lahko rečem, da je ta skladba, ki je epsko zasnovana in se v njej prepletata tako lirika in dramatika kot skoraj apokaliptična ekstatičnost s pri meni obveznim tragičnim podtonom, fundamentalno delo, iz katerega so zrasle pravzaprav vse moje poznejše skladbe.« 